# Debraď
Debraď, do roku 1927 Debrač (maďarsky Debrőd, v 19. století též Jászódebrőd) je obec v okrese Košice-okolí na Slovensku se 403 převážně maďarsky mluvícími obyvateli (stav k 31. prosinci 2020).

## Poloha
Obec se nachází asi 20 kilometrů západně od města Košice a asi dvanáct kilometrů severně od maďarských hranic. Téměř 24 km² velká obec zahrnuje nejvýchodnější úsek Slovenského krasu a sahá na východ až do údolí řeky Bodvy, kde je místní část obce, která má název Hatiny. Debraď je obklopen zalesněnými kopci (Lipová hora 376 m n. m., Koňcový košiar 463 m n. m., Vapenný vrch 478 m n. m.). Východně od Bodvy je terén rovinatější.

## Příroda
Zvláštností je pět jeskyní v bezprostřední blízkosti obce – všechny se nacházejí na strmém krasovém západním břehu Bodvy.
Dne 5.6.2019 byly v katastru obce jeskyňáři Slovenské speleologické společnosti objeveny 3 největší, resp. nejvýznamnější jeskyně Jasovské planiny pojmenovaná objeviteli Debradská propast. Jeskyně představuje speleogeneticky i morfologicky komplikovanou jeskynní strukturu, která je pravděpodobně součástí rozsáhlejší jeskynní soustavy. Morfologicky jde o soustavu šachet, dómů, chodeb a síní/dómů. Vstupní šachta hluboká cca 55 m se lahvovitě rozšiřuje směrem dolů. Příkře ukloněnou chodbou je spojena s dómem, v jehož stěně ve výšce cca 5 m pokračuje inaktivní freatická chodba do vzdálenosti cca 50 m. V jejím závěru se nachází mohutný zával. 21.7.2019 byla v závalu po výkopu a rozšíření objevné úžiny jeskyňáři Slovenské speleologické společnosti objevena cca 15 m hluboká šachta ústící do tzv. Medvědího dómu v hloubce cca 80 m pod povrchem. Na jeho dně se nachází další, cca 7 m hluboká šachta fluviokrasově modelovaná, která končí sifonem. V dómu pod vstupní šachtou se nachází kromě sezónní hydrologicky aktivní chodby s kostrami několika hadů také svislý skalní stupeň (-8 m), který vyúsťuje do další dómovité síně, resp. mohutné, příkře ukloněné jeskynní chodby ukončené dvěma sifony v hloubce cca 90m. Východní sifon se podařilo obejít 21.7.2019, kde však průchod končí závalem. Hydrologicky je pravděpodobně vázána na Vyvěračku Svatého Jana, resp. na Vyvěračku Redník. Oba krasové prameny se nacházejí v údolí potoka Drienovec (Sór). Odhadovaná polygonová délka jeskyně je cca 600m. Hloubka jeskyně byla odhadem stanovena na 90m. Převýšení dna jeskyně vůči Vyvěračce Svatého Jana činí 34m. To znamená, že pokud jeskyně nepokračuje zaplavenými freatickými "koleny", měly by se prosadit především téměř horizontální jeskynní prostory. V jeskyni se nachází množství jeskynních komínů, které postupně zdolávají jeskyňáři Slovenské speleologické společnosti speciální lezeckou technikou.

## Historie
V roce 1255 se Debraď poprvé objevuje v majetkové listině premonstrátského kláštera Jasov jako Debragh,. V majetku tohoto kláštera se obec udržela (s přerušeními) až do roku 1848. Ve 14. století se zde usadili zemědělci a vinaři z nedaleké Moldavy. Od roku 1436 si Nádasdi István a Hangoni László, páni z turňanského hradu, nárokovali vlastnictví pozemků v Debradě a okolí, což spolu se svými syny realizovali o dva roky později přivlastněním si lesů, polí a luk po způsobu loupeživých baronů. Teprve v roce 1447 se Debraď vrátil do majetku jasovského kláštera. V následujících desetiletích se mezi krajskou šlechtou poměrně často měnilo vlastnictví. Během povstání proti Habsburkům a řádící morové epidemie odešlo z obce Debraď mnoho obyvatel. Po vyhnání Turků v roce 1715 byla obec dosídlena jihomaďarskými zemědělci z okolí Segedína, jejichž potomci dodnes mluví segedínským dialektem. První římskokatolická škola byla otevřena v roce 1734. V roce 1828 žilo v Debradě 657 obyvatel v 93 domech, k roku 1851 se uvádí 659 čistě katolických obyvatel. V roce 1866 bylo území obce rozšířeno o některé oblasti východně od Bodvy. V roce 1900 se počet obyvatel obce zvýšil na 724. Velkou část obce zničil v roce 1911 velký požár.
Během první světové války zahynulo devět místních občanů. Dalších 14 občanů přišlo o život v místních bojích v roce 1918, kdy vesnici obsadily jednotky Maďarské sovětské republiky pod vedením Bély Kuna. Na základě Trianonské smlouvy se Debraď stal součástí Československa. V důsledku první vídeňské arbitráže obec v letech 1938 až 1945 připadla Maďarsku.
Na Zelený čtvrtek 1944 zasáhl kostelní věž blesk, zemřeli čtyři věřící a více než deset bylo zraněno.
V roce 2000 byla v místní části Hatiny otevřena vápenka.

## Památky
- Římskokatolický kostel sv. Petra a Pavla z roku 1834.[4]
- Pramen svatého Ladislava, který byl podle legendy vyškrábán kopytem koně svatého Ladislava, když jeho vojsko umíralo žízní. Vedle pramene, který je velmi vydatný a ani v největších suchách nevysychá, byl na začátku 16. století postaven kostel sv. Ladislava – tento zděný kostel zničili Turci. Je zde postaven symbolický dřevěný kostel a je zde křižovatka turistických cest.[5]
- Kaple Nejsvětější Trojice